# 二見直三

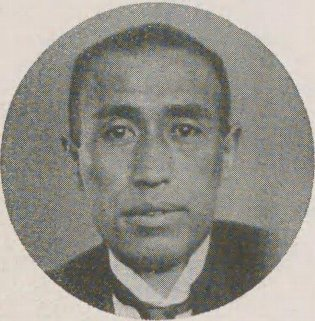
二見直三

二見 直三（ふたみ なおぞう、1888年〈明治21年〉10月4日 - 1953年〈昭和28年〉12月30日）は、日本の内務・警察・台湾総督府官僚。官選滋賀県知事、盛岡市長。

## 経歴
岩手県盛岡市出身。二見直吉の長男として生まれる。第八高等学校を卒業。1915年、東京帝国大学法科大学を卒業。1917年10月、文官高等試験行政科試験に合格。1918年2月、内務省に入省し福井県属となる。
以後、福井県警視、山口県理事官、秋田県書記官・学務部長、大分県書記官・警察部長、奈良県書記官・警察部長、京都府書記官・警察部長、宮城県内務部長、北海道庁土木部長などを歴任。
1936年4月、滋賀県知事に就任。同年9月、台湾総督府警務局長に転じた。1940年12月、警務局長を退任。同年に退官。1943年9月から1946年10月まで盛岡市長を務めた。その後、公職追放となった。
1952年7月に盛岡市長に当選したが、在任中に死去した。